# 孤兒院的劫掠
孤兒院的劫掠是離子風暴工作室為2004年電子遊戲《神偷：致命暗影》設計之遊戲關卡。有別於遊戲內其他以潛行為主的關卡，「孤兒院的劫掠」帶有恐怖遊戲元素，玩家需要進入一所鬧鬼的荒蕪孤兒院兼精神醫院，拯救一名被困院內的幽靈女孩。
關卡由約旦·湯馬士（Jordan Thomas）與蘭迪·史密斯設計；背景聲效由艾力克·布羅斯易斯設計。遊戲團隊以史密斯於2000年發表之互動恐怖理論為基礎，以創造史上最恐怖之關卡為目標進行開發，曾用作參考的作品包括2000年小說《葉屋》、2001年電影《恐怖斷魂屋》及電子遊戲系列《寂静岭》。團隊亦研究了精神醫院及據報鬧鬼的地點以尋求靈感。
「孤兒院的劫掠」評價普遍正面，被《電腦與電子遊戲》、《PC Gamer英國》和Bloody Disgusting等媒體譽為電子遊戲史上最恐怖的場景之一。其正面回應啟發電子遊戲發行公司Eidos Montreal於2014年遊戲《神偷》中使用了精神醫院關卡。

## 劇情與玩法

孤兒院外區（Outer Cradle）大堂。

「孤兒院的劫掠」是2004年隱蔽類遊戲《神偷：致命暗影》的倒數第二道關卡。遊戲其他關卡以潛行為主，但此關卡帶有求生恐怖元素：關卡發生地點為「頁岩橋孤兒院」（Shalebridge Cradle），一所擁有邪惡自我意識之荒廢孤兒院兼精神醫院，曾入住醫院的精神病患被復活成為「人偶」（Puppets）在內徘徊。遊戲主角加洛特為追查超自然殺手「灰女士」（Gray Lady）的情報而進入孤兒院，遇上被灰女士殺害、其後被孤兒院記憶著而無法離開之女孤兒羅莉（Lauryl）。
孤兒院分作兩個區域：外孤兒院和內孤兒院。關卡開始時玩家身處外孤兒院，此區域以驚嚇玩家為前提而設計，沒有任何實際危險；內孤兒院則有人偶徘徊。孤兒院歷史以非線性敘事的方式揭露，相關資訊散落於關卡內各地點。玩家須尋找羅莉的物品並加以毀滅，使她擺脫孤兒院的記憶，但加洛特事成後發現孤兒院已記著了他而無法離開，唯一方法是進入孤兒院之過去記憶，在避過孤兒院影子職員的同時從建築物最高的窗戶跳落，使孤兒院相信加洛特自殺身亡而逃出其控制。

## 開發
「孤兒院的劫掠」的中心概念由項目總監蘭迪·史密斯於2000年提出，他曾負責設計1998年電子遊戲《神偷：暗黑計劃》之恐怖關卡「回到大教堂」（Return to the Cathedral）。史密斯當年理念為設計一個充滿氣氛和懸疑性高的關卡，但「回到大教堂」被廣泛認為相當可怖駭人。2000年，史密斯被離子風暴準備聘用開發《神偷：致命暗影》期間，《PC Gamer英國》作者奇艾隆·吉倫提出就「回到大教堂」進行討論。此次會談以電郵進行，史密斯制定了一套恐怖設計理論，以追溯方式解釋關卡的成功因素。其核心概念為玩家嘗試在安全和危險之間劃出界線，恐懼則在界線難以判斷或被逼越過時產生。史密斯決定把此理論應用於《致命暗影》中，「孤兒院的劫掠」由此誕生。
史密斯之設計目標為創造遊戲史上最恐怖的關卡，恐怖程度必須優於「回到大教堂」。遊戲設計師約旦·湯馬士（Jordan Thomas）因對恐怖設計之個人興趣而於2001年11月加入《致命暗影》開發團隊。二人在「孤兒院的劫掠」早期計劃中合作，關卡當時被離子風暴稱為「鬼屋」（haunted house）。湯馬士表示恐懼乃設計關鍵並將之形容為「距離未知僅有七步的感覺」，亦基於此理念草擬了關卡設計，同時嘗試保留其他關卡強調之潛行設定。湯馬士視「孤兒院的劫掠」為遊戲關卡兼互動恐怖設計可能性的測試平台；史密斯其後表示其最大貢獻為關卡之節奏：玩家需要經常越過安全界線，例如被逼探索危險的地區。湯馬士花了大量私人時間設計關卡；史密斯表示關卡背後理論的執行全由湯馬士負責。
開發團隊為了解恐懼的成因和機制而對恐怖電影進行分析以尋求啟發。關卡參考作品包括電子遊戲系列《寂静岭》與《網路奇兵》、電影《鬼童院》、《時空攔截》與《恐怖斷魂屋》、以及小說《葉屋》、《開膛手》與《閃靈》。湯馬士希望玩家在關卡完結後仍猶有餘悸，因此在設計關卡時應用了心理恐怖技巧，結合了預設劇情和隨機的顯露元素以造成恐懼。為使孤兒院像活的一樣，所有內部燈光被設定為以難以察覺的速度漸強和漸弱以模仿生物無意識的呼吸作用，在人偶接近時則會閃爍不定，由於人偶在關卡內實時遊蕩，因此湯馬士也無法預計燈光將於何時閃爍；他認為此舉能使玩家有被追殺的感覺。
湯馬士表示孤兒院外觀參考了多個真實存在、具有維多利亞風格的醫院和傳說鬧鬼的建築物，以丹弗斯精神病院為最，亦收集了城市探險者拍下的照片、研究了以往的精神病療法、以及閱讀了大量病人與醫護人員的會面記錄。史密斯與部分團隊成員亦曾到奧斯汀一所荒廢精神醫院進行考察。關卡背景聲效由聲效總監艾力克·布羅斯易斯創作，吉倫其後以「醉人的聲霧」形容聲效，能使人在被聲響突然嚇倒前一直無法安心。

## 評價與影響
「孤兒院的劫掠」獲廣泛好評。吉倫於《PC Gamer 英國》就關卡撰文十頁，是該雜誌至今首篇兼唯一以遊戲關卡作主題的文章。吉倫認為「孤兒院的劫掠」是最傑出與最駭人的個人電腦遊戲關卡之一，以及有可能是史上最恐怖的遊戲關卡；IGN成員湯姆·麥拿馬拉（Tom McNamara）認為玩家必須體驗關卡才能相信其存在，除了讚揚聲效設計，亦認為關卡是《致命暗影》的高峰，同為IGN成員的舒勞·度克（Shunal Doke）在其特色文章中表示關卡聲效與視覺效果的結合能使人嚇得魂不附體；GameSpot成員稱關卡傑出和使人毛骨悚然；維爾福軟體公司成員馬克·里羅於2013年4月表示關卡氣氛極為強烈 。
「孤兒院的劫掠」被《Maximum PC》收錄進其「最恐怖電子遊戲時刻」列表中，雜誌成員布蘭特妮·文森特（Brittany Vincent）表示關卡是精神病人、受苦的靈魂和邪惡意識之恐怖結合；關卡亦在《Bloody Disgusting》之「非恐怖遊戲十五大最恐怖時刻」排行榜中排名第四，其成員表示關卡能永遠烙印在玩家記憶中和使人毛骨悚然；為《官方Xbox雜誌》撰文的萊恩·麥加費利（Ryan McCaffery）因「孤兒院的劫掠」而把《致命暗影》列進其「五大最恐怖遊戲」排行榜中第四名，並認為關卡有可能是三部曲遊戲中設計得最為出色的任務；英國報章《每日電訊報》之讀者投票顯示《致命暗影》因「孤兒院的劫掠」而被選為第十二最恐怖電子遊戲；此關卡亦使《電腦與電子遊戲》把《致命暗影》列進其「恐懼元素：史上十二款最恐怖遊戲」提名文章中，雜誌成員伊艾恩·威爾森（Iain Wilson）寫道「孤兒院的劫掠」被譽為有史以來最恐怖的關卡。
史密斯其後曾擔憂開發團隊或許使「孤兒院的劫掠」過分恐怖，使只希望體驗在大宅中偷竊的玩家被逼進入其內心最深處的惡夢中。關卡所獲的正面回應啟發遊戲公司Eidos Montreal於2014年之《神偷》中引進了相似的精神醫院關卡。

### 遊戲台詞
1. 1 2  離子風暴. . Eidos Interactive. 2004-05-25. 羅莉：「我須丟掉我所有東西。孤兒院用它們來記著我；那是它把我困在這裏的方法。」
2. ↑  離子風暴. . Eidos Interactive. 2004-05-25. 羅莉：「不好了，你不能離開吧？我知道為甚麼，這地方記著你了。你留在這裏太久了。要離開孤兒院只有一個方法。你要騙過它，我會幫你。首先要你以你自己進入過去。」
3. ↑  離子風暴. . Eidos Interactive. 2004-05-25. 羅莉：「你要做最後一件事，去職員大樓的頂層。那裏有一扇窗戶，你要跳出去，然後孤兒院會以為你自殺了，但你不會真的死去。你只會到了它看不見你的外面。」